# On the aftertaste
On the aftertaste is een studioalbum van Apogee. Apogee of te wel Arne Schäfer had een platencontract via Musea Records, dat sinds 1995 zijn muziek uitbracht. Het ging daarbij om nummers die Schäfer niet via de muziekgroep Versus X, dat ook bij Musea was ondergebracht, kwijt kon. In 2001 volgde als tussendoortje het album On the aftertaste, dat stukken bevat die kennelijk ook Musea niet wilde uitgeven, de artiest bracht ze in eigen beheer uit. De opzet was gelijk aan de voorgaande twee albums The border of awareness en Sisyphos. Lange stukken werden afgewisseld door korte. Afwijkend is dat niet alle muziek en teksten op dit album van Schäfer zelf waren. De uitgave kreeg geen tekstboekje mee, toch wel essentieel bij de muziek van Apogee; er wordt namelijk veel tekst in zijn stukken verwerkt.  De muziek vond haar basis in de progressieve rock van de jaren zeventig met name in Van der Graaf Generator.
Het album werd in 2006 en 2017 heruitgegeven via Mellow Productions (MMP450), dat in 2022 een bandcampachtige structuur heeft.

## Musici
- Arne Schäfer – alle muziekinstrumenten behalve
- Bettino Boos – zang (Falling to pieces)
- Stefan Maywald – orgel (Falling to pieces); Maywald was drummer bij Versus X

## Muziek
| Nr. | Titel                                                                            | Duur  |
| --- | -------------------------------------------------------------------------------- | ----- |
| 1.  | On the aftertaste (Schäfer; opgenomen 1995, Frankfurt am Main)                   | 18:28 |
| 2.  | Possessed (Schäfer; opgenomen 1991: Neu-Isenburg)                                | 11:34 |
| 3.  | How could I stop (Schäfer; opgenomen 1991: Neu-Isenburg)                         | 5:39  |
| 4.  | Hibernation (Schäfer, Lukas Ernst, Stefan Maywald; opgenomen 1991: Neu-Isenburg) | 6:01  |
| 5.  | Falling to pieces (Schäfer; opgenomen 1989: Neu-Isenburg)                        | 16:06 |
| 6.  | Don’t take it bad (Schäfer; opgenomen 1989: Neu-Isenburg)                        | 9:57  |